# Generación eléctrica despachable

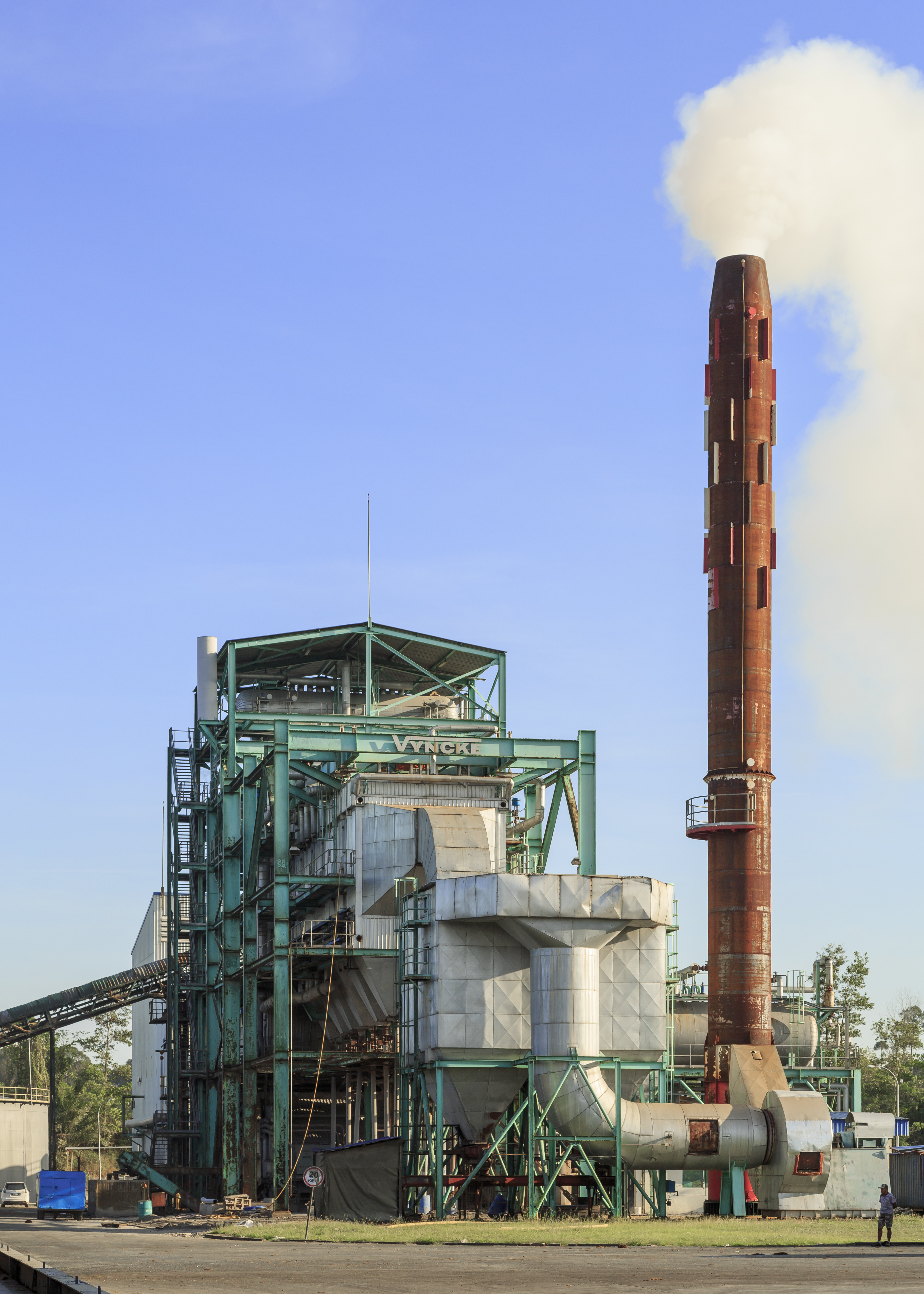
Central térmica de biomasa, un ejemplo de generación despachable, y por tanto independiente de la meteorología

La generación despachable (o gestionable) está constituida por las fuentes de energía eléctrica que pueden ser utilizadas a demanda, de modo que se pueda despachar en cada momento la energía que precisa la red eléctrica. Los generadores despachables pueden ser conectados a la red, desconectados de ella, o aumentar o disminuir (dentro de sus potencias de diseño máxima y mínima) la energía que entregan a la red según las órdenes que reciban de su operador. Esto contrasta con la generación no despachable, energías renovables como eólica o solar fotovoltaica, en las que la cantidad de energía que entregan depende del viento o el sol que haya. Las únicas energías renovables que son directamente despachables, sin un dispositivo separado para almacenar su energía, son la hidroeléctrica (que incluye la minihidráulica), la biomasa, la geotérmica y la maremotérmica.
Los diferentes tipos de centrales despachables tienen distintas velocidades de respuesta a la demanda de variación de la energía que entregan. Las centrales de despacho más rápido son las hidroeléctricas, en particular las reversibles, y las centrales de gas natural de ciclo combinado. Por ejemplo, la central reversible de Dinorwig (1 728 MW) puede lograr su plena producción en solo 16 segundos. Aunque teóricamente despachables, ciertas centrales térmicas de carbón o nucleares están diseñadas para funcionar como centrales de base, por lo que su parada total, así como su puesta a plena carga desde una parada, puede llevar horas o a veces días. Debido a ello suelen estar funcionando permanentemente, en las horas valle quizá a menos carga que en las horas punta de consumo, y solo paran cuando es necesario por mantenimiento, o en los raros casos de incidentes.
El atractivo del almacenamiento energético en red es que puede eliminar la incertidumbre de las energías eólica y solar fotovoltaica sobre si habrá energía disponible: la energía se almacena cuando hay viento o sol, y luego se cede a la red eléctrica cuando no los hay, pero sí demanda. Durante 2017 se han abaratado los dispositivos de almacenamiento térmico solar, con lo que han pasado a ser importantes generadores despachables. Antes no estaban disponibles tecnologías asequibles de almacenamiento a gran escala. Aproximadamente la mitad de las instalaciones termosolares llevan almacenamiento, mientras que instalaciones eólicas o fotovoltaicas con almacenamiento de energía, aunque posibles, son mucho menos frecuentes.
Las principales razones de la necesidad de centrales despachables son:
1. proporcionar reservas de giro (control de frecuencia),
2. equilibrar el sistema eléctrico (seguimiento de la carga),
3. optimizar económicamente el despacho (permitiendo que entren antes, y a mayor carga, las centrales más baratas), y
4. reducir la congestión de la red (redespacho).

Los generadores despachables se usan en casos como los siguientes:
- Equilibrado de carga: los cambios lentos en demanda de energía entre, por ejemplo, la noche y el día, requieren también cambios en la energía generada, pues en todo momento la energía generada y la consumida deben ser iguales (véase Electricidad).
- Respuesta ante picos de carga (periodos cortos durante los cuales la demanda supera a la producción): las centrales despachables permiten satisfacer el requerimiento extra de energía.
- Tiempos de arranque: si hay un incremento súbito de la demanda —para adaptarse al cual las grandes centrales de carbón o gas natural pueden necesitar un tiempo prolongado— los generadores despachables pueden ser arrancados o acelerados en cuestión de segundos o minutos para adaptarse a este incremento.
- Control de frecuencia o fuentes de producción intermitente: los cambios en la producción de electricidad inyectada en el sistema pueden alterar la calidad o la estabilidad del propio sistema de transmisión debido a una variación en la frecuencia de la electricidad transmitida. Las energías eólica y solar fotovoltaica son intermitentes y necesitan generadores despachables para suavizar sus cambios en producción de energía.
- Respaldo de las centrales de base: las centrales nucleares, por ejemplo, están equipadas con sistemas de seguridad para reactores nucleares que, en caso de emergencia, podrían cortar la energía entregada a la red hasta en menos de un segundo. Si se produjera esa eventualidad entrarían en funcionamiento los generadores despachables, porque de lo contrario se produciría un apagón.